# 茂原隆由
茂原 隆由（もはら たかよし、2000年3月17日 - ）は、ジャパンラグビーリーグワン静岡ブルーレヴズに所属するラグビー選手。

## プロフィール
- 群馬県出身[1]。
- ポジションはプロップ(PR)。
- 身長 188 cm、体重 125 kg
- 日本代表キャップは6。（2024年10月26日現在）

## 略歴
高校からラグビーを始めた。
2018年、高崎工業高校卒業後、中央大学に入学。
2021年、中央大学ラグビー部の主将に就任。
2022年、静岡ブルーレヴズに加入。同年12月17日に行われたJAPAN RUGBY LEAGUE ONE第1節トヨタヴェルブリッツ戦にて途中出場でリーグワン公式戦初出場を果たした。
2024年6月22日に行われたリポビタンDチャレンジカップ2024イングランド戦にて先発出場で日本代表初キャップ獲得。